# Максимова, Анна Георгиевна
 Анна Георгиевна Максимова (1923—2002) — советский археолог, кандидат исторических наук.

## Биография
Родилась в г. Новокузнецке. Закончила истфак МГУ в 1946 г. и была приглашена на работу в отдел археологии ИИАЭ АН Казахской ССР, где и проработала до 1983 года.
В 1960 г. защитила кандидатскую диссертацию по теме: «Восточный Казахстан в эпоху бронзы». За годы работы в ИИАЭ опубликовала около 40 научных публикаций.
Принимала участие в крупных археологических экспедициях на территории республики, в том числе и в Южно-Казахстанской области: Отрарской АЭ, ЮККАЭ, ею были исследованы могильник эпохи бронзы Тау-Тары, памятники зоны затопления Шардаринского водохранилища. В 1956 году А. Г. Максимова возглавила вместе с Е. И. Агеевой Семиреченскую археологическую экспедицией (открыта группа древних и средневековых могильников Кадырбай).

## Труды
1.Могильник эпохи бронзы в урочище Тау-Тары.//Археологические исследования на северных склонах Каратау. Труды ИИАЭ А. Н. Каз. ССР, Алма Ата, 1962, Т.14, с. 37-56.
2.Погребальные сооружения скотоводческих племен.// Археологические исследования на северных склонах Каратау. Труды ИИАЭ А. Н. Каз. ССР, Алма Ата, 1962, Т.14, с. 97-109.
3.Древности Чардары. Алма Ата, 1968. (в соавторстве с Мерщиевым М. С., Вайнберг Б. И., Левиной Л. М.)
4.Гробницы типа науса в с. Чага. // В глубь веков. Алма Ата, 1974, с. 95-118.
5.Курганный могильник в урочище Кызыл-Кайнар. // Поиски и раскопки в Казахстане. Алма Ата, 1972.
6.Курумы хребта Каратау. // Археологические исследования в Казахстане. Алма Ата, 1973.